# David Howard
David Howard (Philadelphia, 6 oktober 1896 - Los Angeles, 21 december 1941) was een Amerikaans filmregisseur. Hij was actief tussen 1930 en 1941 en heeft in die periode 46 films gemaakt.

## Filmografie
| Jaar | Titel                       | Opmerkingen            |
| ---- | --------------------------- | ---------------------- |
| 1931 | There Were Thirteen         |                        |
| 1932 | The Rainbow Trail           |                        |
| 1932 | Mystery Ranch               |                        |
| 1932 | The Golden West             |                        |
| 1933 | The Mystery Squadron        | Regisseur en schrijver |
| 1933 | Robbers' Roost              |                        |
| 1933 | Smoke Lightning             |                        |
| 1934 | The Lost Jungle             | Schrijver              |
| 1934 | In Old Sante Fe             |                        |
| 1934 | The Marines Are Coming      |                        |
| 1936 | Conflict                    |                        |
| 1936 | Daniel Boone                |                        |
| 1936 | The Border Patrolman        |                        |
| 1936 | The Mine with the Iron Door |                        |
| 1937 | Windjammer                  | Assistent producer     |
| 1937 | Park Avenue Logger          |                        |
| 1938 | Painted Desert              |                        |
| 1938 | Border G-Man                |                        |
| 1938 | Lawless Valley              |                        |
| 1938 | Hollywood Stadium Mystery   |                        |
| 1938 | The Renegade Ranger         |                        |
| 1938 | Gun Law                     |                        |
| 1939 | The Rookie Cop              |                        |
| 1939 | Timber Stampede             |                        |
| 1939 | Arizona Legion              |                        |
| 1939 | The Marshal of Mesa City    |                        |
| 1939 | Trouble in Sundown          |                        |
| 1939 | The Fighting Gringo         |                        |
| 1940 | Prairie Law                 |                        |
| 1940 | Triple Justice              |                        |
| 1940 | Bullet Code                 |                        |
| 1940 | Legion of the Lawless       |                        |
| 1941 | Dude Cowboy                 |                        |